# Социализация
Социализацията е процес в сферата както на отделният индивид, така и по отношение социално-икономическите взаимоотношения вътре в обществото.

## Социализация на личността
Социализацията на личността процес, в който индивидът усвоява умения за живот в обществото. Процесът е подобен на възпитанието. Но възпитанието става целенасочено, под ръководството на възпитател (учител, авторитет), с цел да се постигнат определени резултати и да се формират желани и одобрени от обществото модели на поведение, които е желателно и поощрително да бъдат следвани. От своя страна социализацията е неорганизиран и стихиен процес, при който могат да бъдат постигнати всякакви резултати – както желани, така и резултати, обратни на общоприетите в обществото. Под въздействие на социалната среда, индивидът може да усвои практики за постигане на целите, които са неприемливи за обществото: лъжа, насилие, пасивност и др.
Социализацията е термин, използван от социолози, социални психолози, антрополози, политолози и педагози. Това е процес на наследяване и разпространение на норми, обичаи, ценности и идеологии, придобиване на уменията и навици на индивида, необходими за участието в активния живот на обществото..

## Социализация на собствеността
Приватизацията и национализацията като икономически процеси, са категорично неприемливи за теорията и практиката на анархизма. Анархистите им противопоставят социализацията – тоест „собствеността“ да бъде социална (социализъм) на тези, които я стопанисват за свои лични и обществени нужди. Социализираната собственост не подлежи на продажба, защото липсва практика на търговия с нея. „Собственикът“ на такава „собственост“ я ползва, докато иска и докато може, свободен е да я преотстъпи цялата или отчасти на други за стопанисване, както и впоследствие да се включи обратно във „владеене“.
Държавната и частната собственост в капитализма са основа на известна „свобода“ на действия на институциите и гаранция за относителната „независимост“ на частния собственик от диктата на други, подобни нему и, до определени граници, на частнособственически апетити на държавната бюрокрация.
В анархическото общество, което социално-икономически представлява социализъм (с перспектива за дорастване до комунизъм), такива гаранции и основи не са необходими. Материалните активи за производство се стопанисват от желаещите за участие в процесите, а благата от тях се разпределят и споделят между всички членове на обществото въз основа на общото съгласие и равномерно поемане на тежестта на ангажиментите към поддръжката на ресурси, обекти, инфраструктура и информация (последната, заради специфичната си природа, принадлежи без ограничения на всички).